# 시치고산
시치고산(일본어: 七五三)은 일본의 전통 명절로, 남자 아이가 3살·5살, 여자 아이가 3살·7살 되는 해의 11월 15일에 아이의 무사한 성장을 신사 등에서 감사하고 축하하는 행사이다. 예전에는 연 나이를 기준으로 했으나 현재는 만 나이를 기준으로 하고 있다. 성장을 축하하기 위해 홍백을 물들인 가래엿을 먹는다. 시치는 7 고는 5 산은 3으로 직역하면 753이다.
일본의 대부분의 연중 행사가 그렇듯이, 이것도 원래는 음력 11월 15일에 열렸다. 음력 11월이면 양력으로는 12~1월 내외라서 농사가 완전히 끝난 뒤였다. 농한기 보름날에 한 해 수확을 고마워하고, 아이의 성장을 축하하는 행사였다. 현대에서는 양력 11월 15일에 열리지만, 11월 주말을 고르는 일도 많다. 홋카이도처럼 추운 곳에서는 10월 중에 행사가 열린다.
이 날이 되면 가정에서는 팥찰밥을 만들고, 머리와 꼬리가 붙은 생선 등을 준비하여 축하를 한다.
어린이의 사망률이 높은 이유로 7세까지는 「신의 아이(神の子)」라고 하여 죽어도 다시 환생해 온다고 믿었다. 때문에 7세까지 무사하게 자란 것을 신사에서 씨족신에게 보고하고 앞으로의 행복을 기원했던 것이 시치고산이다.
축원하는 연령의 3세, 5세, 7세라는 것은 중국에서는 기수가 운기가 좋은 수로 여겨진 것이 영향을 받은 것으로 여겨진다.
3세는 「카미오키(髪置)」라고 해서 처음으로 머리를 기르는 의식을 행하고, 5세는 「하카마기(袴着)」라고 해서 처음으로 하카마(袴- 겉에 입는 아래옷 )」를 입는다. 7세는「오비토키(帯解）」라고 해서 츠케오비(付け帯)를 풀고 어른들이 매는 오비(帯)를 매는 것으로 알려졌다.